# Hidria
Hidria d.o.o. je slovensko podjetje s sedežem v Spodnji Idriji, ki proizvaja sisteme za klimatizacijo in avtomobilske komponente. Podjetje ima več kot petdesetletno tradicijo, v začetku 1960-ih so začeli proizvajati in montirati sisteme za centralno ogrevanje, klimatizacijo, in prezračevanje - t. i. HVAC sisteme in vodne instalacije. V Tolminu so začeli proizvajati vžigalne svečke, v zgodnjih 1970-ih pa žarilne (ogrevalne) svečke za dizelske motorje, nekaj let kasneje še vžigalne magnete za majhne bencinske motorje. V drugi polovici 1990-ih so začeli s proizvodnjo lamel za avtomobilsko industrijo. Hidriine avtomobilske komponentne se uporabljajo v vozilih vodilnih evropskih proizvajalcev. Hidria je tudi eno izmed največjih evropskih podjetij na področju klimatizacije. Podjetje ima več kot 2000 zaposlenih v 30 družbah po svetu. 
Hidria ima tri raziskovalne inštitute: 
- Hidria Inštitut za avtomobilsko industrijo v Tolminu
- Hidria Inštitut za materiale in tehnologije v Spodnji Idriji

Trenutni člani upravnega odbora so Andra Krapš Rejc, Dušan Lapajne, Iztok Seljak, Alex Luckmann in Marko Hočevar. Vsi so imenovani za šestletni mandat.